# Rau ngót hoa to
Rau ngót hoa to (danh pháp khoa học: Sauropus macranthus) là một loài thực vật có hoa trong họ Diệp hạ châu. Loài này được Hassk. miêu tả khoa học đầu tiên năm 1855.